# Neuillé-le-Lierre
Neuillé-le-Lierre é uma comuna francesa na região administrativa do Centro, no departamento Indre-et-Loire. Estende-se por uma área de 16,58 km². Em 2010 a comuna tinha 808 habitantes (densidade: 48,7 hab./km²).